# Diego Cuadros
Diego Alejandro Cuadros Velásquez (sinh 28 tháng 5 năm 1996) là một cầu thủ bóng đá Colombia thi đấu ở vị trí tiền vệ cho câu lạc bộ FK Senica, mượn từ Caracas FC.

## Sự nghiệp câu lạc bộ

### FK Senica
Diego Cuadros ra mắt tại Fortuna Liga cho FK Senica trước FC Spartak Trnava ngày 24 tháng 2 năm 2018.